# サメによる襲撃
サメによる襲撃（サメによるしゅうげき、英: Shark attack）とは、サメによる人間への攻撃であり、獣害の一種である。

## 概要
サメによる襲撃は、毎年世界中で80件ほど報告されている。サメが人間を襲う事例は非常に珍しいが、ニュージャージーサメ襲撃事件や『ジョーズ』をはじめとする映画などの影響で、世界中で恐れられている。しかし、人間を襲う事故はホホジロザメ、イタチザメ、オオメジロザメの3種によって引き起こされる場合がほとんどであり、人間に危害を加える恐れのあるサメも30種ほどであるため、500種以上存在するサメのごく一部に過ぎない。ヨゴレも人間を襲撃するとされるが、襲撃は沿岸ではなく外洋で行われるため、残された記録は多くない。なお、サメは通常、小魚や無脊椎動物、アザラシやアシカなどの海獣を食べ、人間を食べることはない。サメによる襲撃は、サメの好奇心や混乱によるものである。
日本近海では、1992年（平成4年）に愛媛県松山市沖の瀬戸内海でタイラギの潜水漁師がホホジロザメに襲われて死亡した事故がきっかけでサメ騒動が発生、潜水漁や海洋工事、レジャーなど多方向に影響をおよぼした。

## 統計
| 地域                       | 襲撃件数 | 死亡事故 | 直近の死亡事故 |
| -------------------------- | -------- | -------- | -------------- |
| アメリカ合衆国             | 1106     | 37       | 2021           |
| ハワイ                     | 137      | 11       | 2024           |
| バミューダ諸島             | 3        | 0        | -              |
| 中部アメリカ               | 56       | 27       | 2011           |
| アンティル諸島、バハマ諸島 | 71       | 17       | 2022           |
| 南アメリカ                 | 117      | 26       | 2018           |
| オーストラリア             | 647      | 261      | 2023           |
| ニュージーランド           | 50       | 10       | 2021           |
| オセアニア                 | 129      | 50       | 2023           |
| アジア                     | 129      | 48       | 2000           |
| ヨーロッパ                 | 52       | 27       | 1989           |
| アフリカ                   | 347      | 95       | 2023           |
| レユニオン島               | 39       | 19       | 2019           |
| 不明                       | 21       | 7        | 1995           |
| 総計                       | 2900     | 633      | -              |

1749年から2018年にかけての襲撃件数の推移

インターナショナル・シャーク・アタック・ファイル（ISAF）によると、1958年から2016年にかけて世界中で報告されたサメによる襲撃件数は2,785件であり、そのうち439件が死亡事故であった。なお、2001年から2010年の間に、年間平均4.3人がサメによる襲撃で亡くなった。
しかしながら、サメによる襲撃件数の統計をとっていない国も多く、世界中でのサメによる死亡事故件数は依然として不確かである。そのため、実際の負傷者数は分かっていない。
サメによる襲撃件数はアメリカ合衆国が最も多く、平均して年間16件の襲撃事故が発生しており、2年に1人が死亡している。ISAFによると、襲撃はフロリダ州、ハワイ州、カリフォルニア州、テキサス州などの沿岸州で多く発生している。また、死亡事故件数はオーストラリアが最も多く、ダイバーがサメに襲撃されて死亡する事故が多く発生している。ただし、アメリカやオーストラリアなどの先進国では、サメによる襲撃事故をより詳細に記録しているため、地域別の統計に偏りが生じている面がある。

## 対策

### 個人の対策
個人ができる対策としては以下のようなものがある。
- 単独で行動すると襲撃される可能性が高まるため、複数人で行動する。
- 夜中ではなく日中に遊泳する。
- 魚が多く生息する海域を避ける。
- 貴金属は魚の鱗のように反射するため、アクセサリーを身に着けない。

### シャークバリア

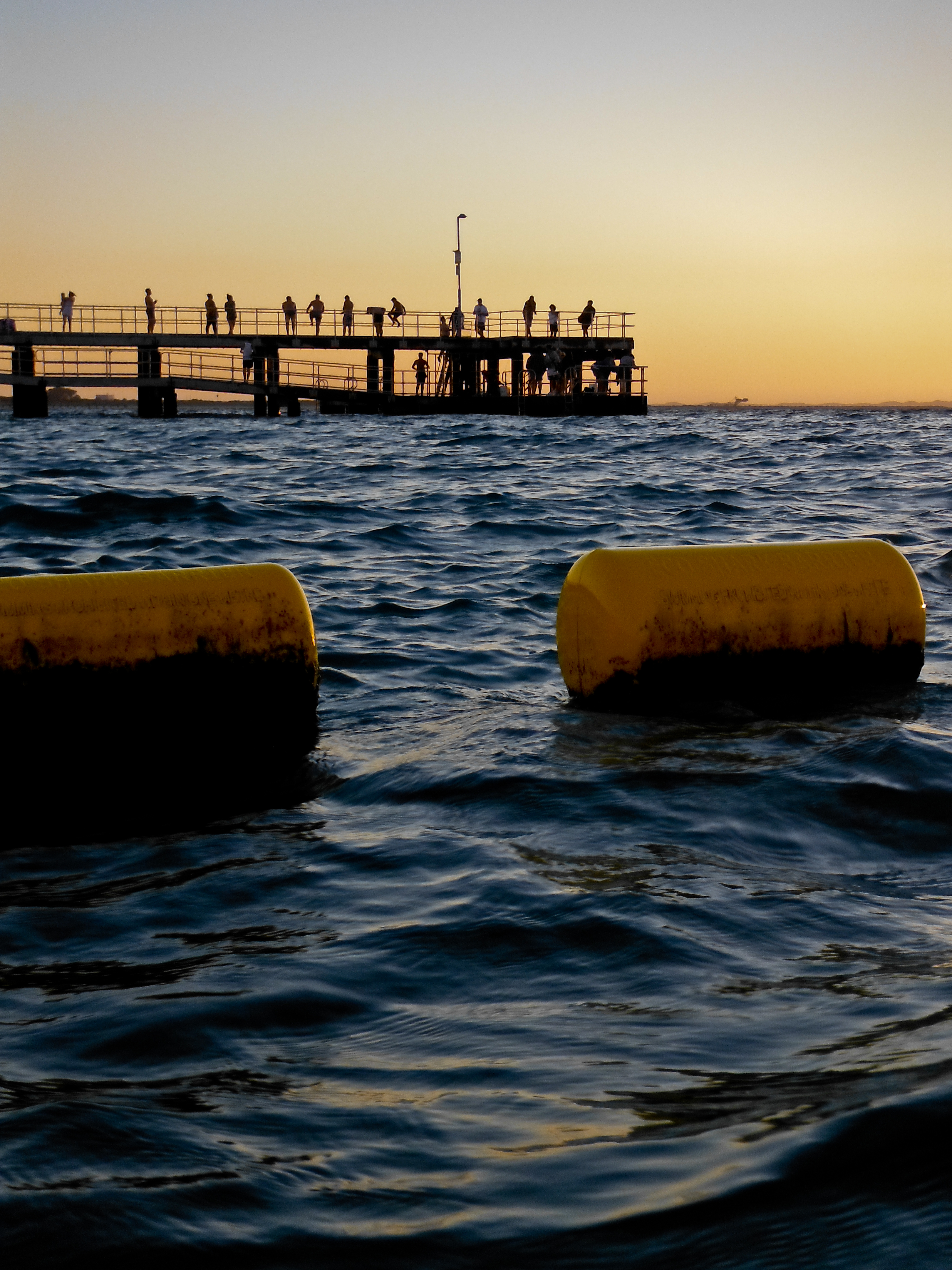
オーストラリアのクージービーチに設置されているシャークバリア

シャークバリアは、ビーチの周囲に設置される防壁であり、サメが侵入できない遊泳エリアを形成する。しかし、波が激しい場合にはバリアがうまく機能しないため、サーフビーチでは効果的な対策ではない。

### シャークネット

シャークネット

オーストラリアや南アフリカ共和国では、刺し網の一種であるシャークネットが用いられる。日本では海水浴場にサメが侵入することを防止するため、遊泳区域を囲むように設置される網を「サメよけネット」「サメ防護ネット」と呼称する場合がある。
シャークネットはサメによる襲撃を効果的に減少させる一方、絶滅危惧種のサメの混獲につながるため、環境活動家や科学者などに批判されている。

### ドラムライン
ドラムラインは、釣り針に餌をかけた仕掛けを用いてサメを捕獲する放置式の罠であり、1962年にオーストラリアのクイーンズランド州で初めて導入された。ドラムラインはシャークネットと比較して、ホホジロザメ、イタチザメ、オオメジロザメの3種による襲撃をより効果的に減少させることができる。

### その他の対策
ビーチパトロールや空中哨戒なども行われているが、効果は限定的である。また、沿岸部のサメを沖合へと移動させたり、サメに識別タグを付けて追跡したりするなど、様々な対策が行われている。